# 溝口幸雄
溝口 幸雄（みぞぐち ゆきお、1992年8月14日 - ）は、日本の男性ピン芸人。
大阪府泉大津市出身。吉本興業所属。大阪NSC35期生。

## 来歴
同期である視覚障害者の漫談家・濱田祐太郎の誘導サポートを日頃から担当している。常に一緒にいるためコンビだと間違われがちだが、相方ではない。